# Eustrotia obscurior

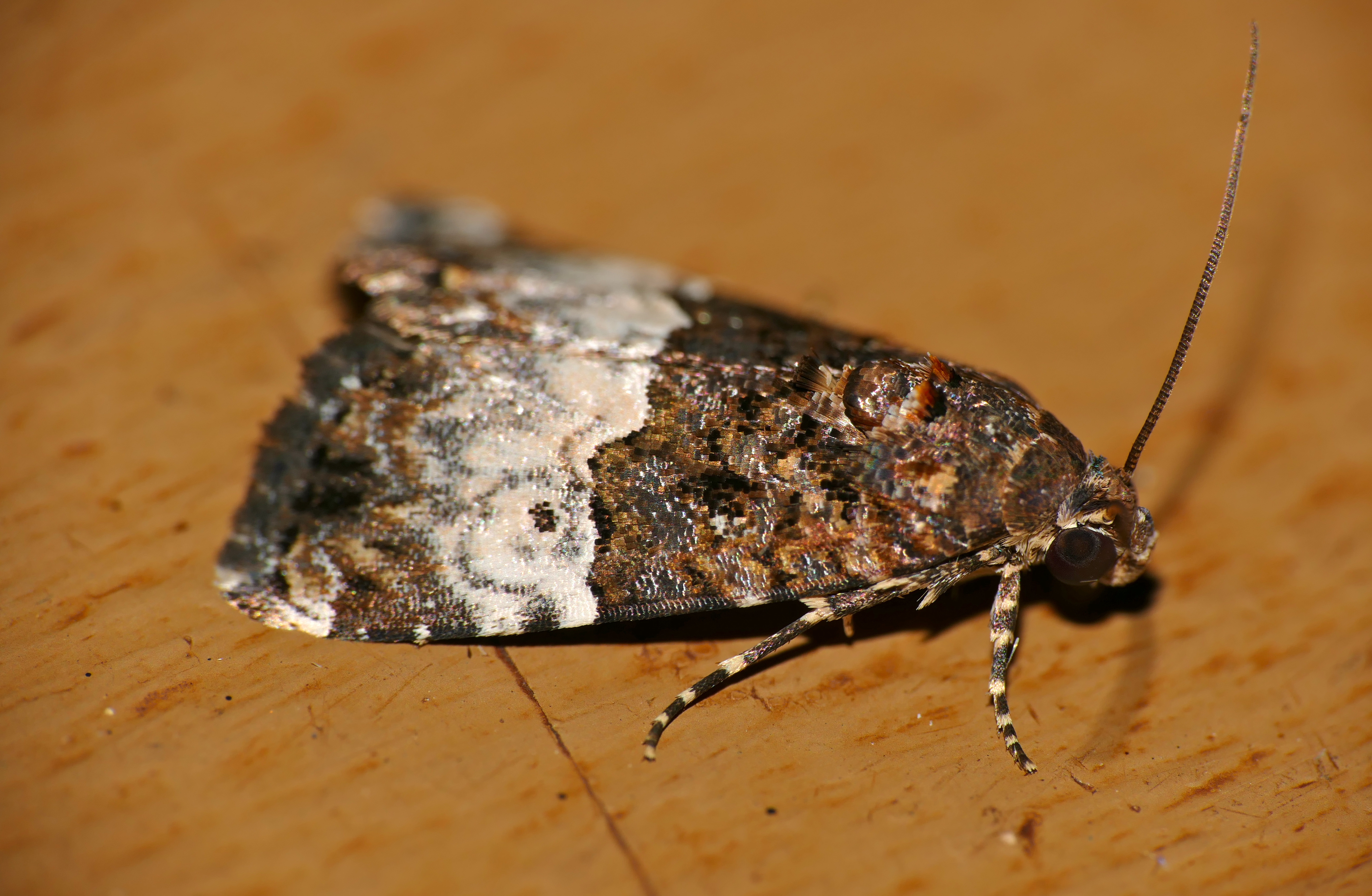
Bướm Đêm đang đậu trên sàn gỗ

Eustrotia obscurior là một loài bướm đêm trong họ Noctuidae.